# Cuiserey
Cuiserey település Franciaországban, Côte-d’Or megyében. Lakosainak száma 174 fő (2022. január 1.). Cuiserey Mirebeau-sur-Bèze, Trochères, Marandeuil, Belleneuve, Bézouotte és Charmes községekkel határos.

## Népesség
A település népességének változása:
| Lakosok száma | 72   | 92   | 91   | 134  | 163  | 174  | 182  | 185  | 182  | 174  |
|               | 1968 | 1982 | 1990 | 2006 | 2013 | 2015 | 2017 | 2019 | 2020 | 2022 |